# Коварська Бригітта Пінкусівна
Бригіта Пінкусівна (Петрівна) Коварська (уроджена Оренштейн; 7 березня 1930, Кишинів — 7 січня 1998, Кишинів) — автор книг з вишивання та в'язання, бібліограф, краєзнавець, фізик і вчений у галузі інформатики. Кандидат фізико-математичних наук.

## Біографія
Народилася в Кишиневі в родині бухгалтера Пінкуса Абрамовича Оренштейна і його дружини Блюми Перецівни (Берти Петрівни) Манцович. Росла в одному дворі з С. Д. Червинським (їх дідусі були співвласниками аптек). Бабуся і дідусь з боку матері загинули в Кишинівському гетто; Б. П. Коварській з її батьками вдалося пережити війну в евакуації в Семипалатинську і в серпні 1944 року вони повернулися в Кишинів.
Закінчила кишинівську середню школу № 6 з золотою медаллю. У 1952 році закінчила фізико-математичний факультет Кишинівського університету.
У 1952—1964 роках викладала математику і фізику в середній школі і в Кишинівському торгово-технологічному технікумі. Після закінчення аспірантури у відділі квантової хімії в Інституті хімії АН Молдавської РСР захистила дисертацію кандидата фізико-математичних наук за темою «Електронна будова і властивості плоскоквадратних комплексів» під керівництвом І. Б. Берсукера (1969). У 1964—1968 роках викладала на кафедрі фізики в Кишинівському сільськогосподарському інституті, у 1968—1979 роках — в Кишинівському політехнічному інституті. У 1979—1985 роках — науковий співробітник відділу наукової інформації Інституту математики АН Молдови, у 1985—1998 роках — старший науковий співробітник Інституту історії АН Молдови.
Автор підручника для вузів «Фізика в задачах» (1993), бібліографічного покажчика «Періодичні та продовжувані видання СРСР з математики та суміжних галузей» (1987), біобібліографічного довідника «Academicieni din Basarabia şi Transnistria: A doua jumătate a sec. al 19-lea — prima jumătate a sec. al 20-lea» (Академіки з Бессарабії та Придністров'я: друга половина XIX — перша половина XX ст., на румунській мові, 1996), ілюстрованих книг «Візерунки в'язання гачком» (1986 і 1988), «Уроки вишивання» (1988 і 1989) і «В'яжемо для дітей» (1989), робіт з інформатики («Про залежності надмірності оптимального двійкового кодування від числа повідомлень», «Про комбінаторні властивості двійкових кодів з найменшою надмірністю») та теоретичної фізики, багатьох публіцистичних статей з історії науки в Бессарабії і Молдові. Склала біографічні збірники про бессарабських вчених ХІХ — початку ХХ століть фізико-математичного профілю, біолого-хімічного профілю, юридичного та економічного профілю.
У 1990-ті роки опублікувала нариси з історії бессарабського єврейства («Становлення єврейської охорони здоров'я в Кишиневі в XIX столітті», в зб. «Історія, мова і культура єврейського народу», 1995; «Кишинівський єврейське громадське училище (06.01.1839 -16.02.1850)», в зб. «Євреї в духовному житті Молдови», 1997).

## Родина
- Чоловік (з 1952 року) — Віктор Анатолійович Коварський, фізик, академік АН Молдови.
  - Син — Євген Вікторович Коварський (нар. 1953, Кишинів), російсько-чилійський фізик, доктор фізико-математичних наук (2000)[11].
  - Дочка — Лариса Вікторівна Коварська (1958—1990), лікар.
- Двоюрідний брат — молдовський вчений-медик в області ортопедії і травматології Еммануїл Гершевич (Георгійович) Орнштейн (нар. 1926), автор монографій «Переломи променевої кістки в класичному місці» (1966), «Переломи і вивихи кісток передпліччя» (1979), «Семіотика і діагностика в травматології та ортопедії» (1992), «Складні костесуглобні пошкодження передпліччя у дітей» (1993).

## Книги
- Коварская Б. П. Узоры вязания крючком. Кишинёв: Тимпул, 1986; 2-е издание — 1988. — 176 с.
- Коварская Б. П. Периодические и продолжающиеся издания СССР по математике и смежным отраслям: Научно-вспомогательный библиографический указатель (1970—1983). Институт математики и информатики АН МССР. Кишинёв: Штиинца, 1987.
- Коварская Б. П., Евдокимова Е. Ф. Уроки вышивания. Кишинёв: Тимпул, 1988; 2-е издание — 1989. — 228 с. — 50000 экз.[12]
- Коварская Б. П. Вяжем для детей. Минск: Полымя, 1989. — 208 с., — 100000 экз.
- Коварская Б. П. Физика в задачах: учебное пособие для вузов. Кишинёв, 1993. — 274 с.[13]
- Brighita Covarschi. Academicieni din Basarabia şi Transnistria: A doua jumătate a sec. al 19-lea — prima jumătate a sec. al 20-lea (Академики из Бессарабии и Приднестровья: вторая половина XIX — первая половина XX в., на румынском языке). Под редакцией И. И. Жаркуцкого. Кишинёв: Центр Института Истории АН Молдовы — Centru de Editare şi tipar al Institutului de Istorie, 1996. — 127 с.